# Claude Deslon
Pour les articles homonymes, voir Deslon (homonymie).
 (juin 2024).
Claude Marcel Deslon, né le 2 septembre 1763 à Mirecourt (Vosges), mort le 22 décembre 1832 à Charmes (Vosges), est un militaire français de la Révolution et de l’Empire.

## États de service
Il entre en service le 18 avril 1782, comme cavalier dans le 6e régiment de chasseurs à cheval, et il fait la même année la campagne de Genève. Le 23 octobre 1783, il passe dans l’infanterie attachée à ce corps, laquelle est amalgamée avec le 11e bataillon d’infanterie légère, pour devenir le 10e régiment d’infanterie légère. Caporal le 1er mars 1786, sergent le 9 avril 1787, sergent-major le 26 octobre 1792, il passe quartier-maitre trésorier le 8 mars 1793. Il sert aux armées des Alpes et de Rhin-et-Moselle de 1792 à l’an III.
Il reçoit son brevet de capitaine adjudant-major le 2 octobre 1793, et le 26 novembre suivant, il passe à l’état-major général de l’armée, en qualité d’adjoint aux adjudants-généraux. Le 22 décembre, il est chargé de l’incorporation de la première réquisition à l’armée du Rhin, et il retourne à son bataillon le 21 mars 1794. Le 5 juin 1794, il prend le commandement de la compagnie de carabinier, puis du 29 octobre 1794 au 8 juin 1799, il remplit les fonctions d’aide de camp auprès des généraux Frimont, Delmas, et Nouvion.
En l’an VI et en l’an VII, il fait partie des armées du Rhin, du Danube et d’Helvétie. À l’enlèvement de Rastadt le 5 juillet 1796, il pénètre l’un des premiers dans la ville, prend une pièce de canon, et fait prisonnier 6 artilleurs. Il est nommé chef de bataillon le 9 juin 1799, et il entre comme adjoint à l’état-major général de l’armée le 18 janvier 1800. Le 23 septembre 1800, il prend le commandement d’un bataillon de la 10e demi-brigade d’infanterie légère, et la bravoure qu’il déploie pendant les campagnes de l’an VIII et de l’an IX à l’armée du Rhin, et particulièrement à la bataille de Hohenlinden le 3 décembre 1800, lui mérite l’honneur d’être mis à l’ordre de l’armée.
De l’an XI à l’an XII, il est employé aux camps de Boulogne et de Saint-Omer, et il devient major au 9e régiment d’infanterie légère le 21 janvier 1804. Il est fait chevalier de la Légion d’honneur le 25 mars 1804. En 1805, il participe à la campagne d'Autriche, et il se trouve à la bataille de Haslach-Jungingen le 11 octobre 1805, ainsi qu’à celle d’Elchingen le 14 octobre suivant.
En 1807, il commande le 7e régiment provisoire d’infanterie à l’armée des côtes de l’Océan, et l’année suivante, il reçoit l’ordre de se rendre à l’armée d’Espagne. Il est fait prisonnier le 16 juillet 1808, lors de la bataille de Bailén, et conduit à Malaga puis sur les pontons en rade de Cadix et de là sur les îles Baléares. Remis entre les mains des anglais en juillet 1810, et emprisonné à Plymouth, il parvient à s’échapper le 9 juin 1813. 
De retour en France, il est placé comme major dans le 15e régiment d’infanterie légère le 12 juillet 1813, avant d’être promu colonel le 25 novembre suivant au 9e régiment d'infanterie légère. Envoyé à l’armée d’Espagne, il revient en France avec cette armée, et il se trouve à la bataille de Toulouse le 10 avril 1814 à la tête du 9e régiment d'infanterie légère.
Lors de la première restauration, il est colonel en second du 9e régiment d'infanterie légère, et le roi Louis XVIII le fait officier de la Légion d’honneur le 24 août 1814, et chevalier de Saint-Louis le 27 septembre suivant. Il est admis à la retraite le 1er août 1815.
Il meurt le 22 décembre 1832, à Charmes.

## Sources
- A. Lievyns, Jean-Maurice Verdot, Pierre Bégat, Fastes de la Légion-d'honneur, biographie de tous les décorés accompagnée de l'histoire législative et réglementaire de l'ordre, Tome 4, Bureau de l’administration, 1844, 632 p. (lire en ligne), p. 262.
- « Cote LH/2783/59 », base Léonore, ministère français de la Culture
- Françoise Goupy et Gérard Goupy, Les Brouillards d'Austerlitz, Editions Jets d'Encre, 2013.